# Зарубін Георгій Миколайович
Георгій Миколайович Зарубін (нар. 6 травня 1900, село Голіцино Сердобського повіту Саратовської губернії, тепер Колишлейського району Пензенської області, Російська Федерація — 24 листопада 1958, місто Москва) — радянський діяч, дипломат, надзвичайний і повноважний посол СРСР у Канаді, Великій Британії та США, заступник міністра закордонних справ СРСР. Кандидат у члени ЦК КПРС у 1952—1958 роках.

## Життєпис
З 1913 року працював робітником, розсильним. У 1918 році закінчив курси рахівників. 
У 1918—1924 роках — у Червоній армії. 
Член РКП(б) з 1919 року. 
З 1924 року — директор текстильних фабрик у містах Муромі та Меленках. 
У 1928—1931 роках — студент текстильного факультету Промислової академії імені Сталіна. 
У 1931—1935 роках — директор Промислової академії імені В. М. Молотова. 
У 1932 році екстерном закінчив Московський текстильний інститут. 
У 1935—1938 роках — начальник Головного управління навчальних закладів Народного комісаріату легкої промисловості СРСР. 
У 1938—1940 роках — заступник генерального комісара і голова художньої ради радянської частини Міжнародної виставки в Нью-Йорку (США). 
З 1940 року — на дипломатичній роботі. У 1940—1941 роках — завідувач Консульського відділу Народного комісаріату закордонних справ СРСР. 
У 1941—1944 роках — завідувач відділу країн Латинської Америки Народного комісаріату закордонних справ СРСР. 
23 березня 1944 — 28 вересня 1946 року — надзвичайний і повноважний посол СРСР у Канаді. 
28 вересня 1946 — 14 червня 1952 року — надзвичайний і повноважний посол СРСР у Великій Британії. Брав участь у встановленні дипломатичних відносин між СРСР і Бірманським Союзом. 
14 червня 1952 — 7 січня 1958 року — надзвичайний і повноважний посол СРСР у Сполучених Штатах Америки. 
4 січня — 24 листопада 1958 року — заступник міністра закордонних справ СРСР. 
Помер 24 листопада 1958 року після важкої хвороби. Похований в Москві на Новодівочому цвинтарі.

## Нагороди
- Орден Вітчизняної війни І ст. (5.11.1945)
- Орден Трудового Червоного Прапора (3.11.1944)
- Медаль «За доблесну працю у Великій Вітчизняній війні 1941—1945 рр.»
- Надзвичайний і повноважний посол